# Themaroidopsis quinquevittata
Themaroidopsis quinquevittata är en tvåvingeart som beskrevs av Hardy 1986. Themaroidopsis quinquevittata ingår i släktet Themaroidopsis och familjen borrflugor. Inga underarter finns listade i Catalogue of Life.